# Michel Poffet (Musiker)
Michel Poffet (* 1956) ist ein Schweizer Jazzmusiker (Kontrabass, Bassgitarre), der auch im Blues- und im Rock- und Popmusik-Bereich aktiv ist.

## Leben und Wirken
Poffet spielt seit 1975, zunächst im Trio von Jürg Ammann. Bald schon gehörte er zu Bands des Avantgarde Jazz wie  Jazz Community, Uepsilon oder der Bigband von Mani Planzer ebenso wie zu Bands des traditionellen Jazz wie den Swiss Dixie Stompers oder den Swing Kids sowie zu den Blues Shouters. Mit Jasata Jazz trat er 1983 bei Montreux Jazz Festival und dem Jazz Festival Lugano auf. In den darauf folgenden Jahren gehörte er zum Markus Plattner Quartett, der Blues Band Jazz Community, dem Caspar Glaus Quartett und zu The Alpinistos. Ferner trat er mit Raymond Court, Wild Bill Davison, Jay McShann, Bobby Durham, Peanuts Hucko, Sam Rivers, Babs Gonzales, Clifford Jordan, Vernel Fournier, Billy Brooks, Charlie Byrd, Herb Ellis, Doc Cheatham, Sal Nistico oder Joe Haider auf.
Poffet ist weiterhin auf Tonträgern von Eddie Boyd, Hank Shizzoe, Andi Hoffmann & B-Goes, Büne Huber, Andreas Vollenweider, Vera Kaa, Teddy Bärlocher, Torita Quick/Max Neissendorfer, Sandy Patton, Riccardo Garzoni, Georg Steinmann, Theo Kapilidis, Mike Henderson, Simon la Bey, Chicco Veranda, Polo Hofer, Vino Tonto oder Ueli Schmezers MatterLive zu hören.
Poffet unterrichtet auch am Konservatorium Bern sowie an der Musikschule Muri-Gümligen E-Bass und Kontrabass.

## Preise und Auszeichnungen
Mit dem Gloria Niemann Quartett wurde Poffet 1980 beim Wettbewerb Jazz Festival Augst zweiter Preisträger. 1985 gewann er den Swiss Jazz Contest Lugano mit dem Riccardo Garzoni Trio. Mit Hank Shizzoe and Loose Gravel erhielt er 1997 den 1. Preis beim Prix de la scene Nyon.

## Diskographische Hinweise
- Jazz Community Jazz Community (Bellaphon 1980, mit Hans Kennel, Heiner Althaus, Jürg Ammann, Paul Haag, David Elias)
- Uepsilon Head in the Clouds (Unit Records, 1983, mit Jürg Ammann, Jürg Solothurnmann, Jürg Lehmann)
- Friends 4 Friends A Family Affair (2008, mit Sandy Patton, Wege Wüthrich, Franz Biffiger, David Elias)
- Poffet Trio (2014, mit Myria Poffet, David Elias, Thomas Knuchel)